# Máximo de Alejandría
Eusebio de Cesarea, en su Historia Eclesiástica, solo nos menciona que Máximo de Alejandría fue el decimoquinto obispo de esta ciudad, de los años 265 a 282. Es venerado como santo en el Sinaxario copto el día 14 de Baramudah (22 de abril).
Nació en Alejandría, (Egipto) de padres cristianos. Destacó en la lengua griega y fue un hombre temeroso de Dios.
Heraclas le ordenó diácono de la iglesia de Alejandría y, más tarde, Dionisio le ordenó presbítero. Debido a sus avances en virtud y conocimiento fue elegido obispo el 12 de Hatour (9 de noviembre) de 264.
Poco después de su ascenso, recibió una carta del concilio de Antioquía, donde se explicaban los motivos de la excomunión de Pablo de Samosata y sus seguidores. Él la leyó a los sacerdotes de Alejandría y emitió una carta junto con la carta del concilio a todas las ciudades de Egipto, Etiopía y Nubia para informar de la herejía de Pablo de Samosata.